# Joe Satriani
Joseph „Satch” Satriani (Westbury, New York, 1956. július 15. –) amerikai gitáros és gitároktató.

## Pályafutása
Joe Satriani 14 éves korában határozta el, hogy gitározni fog, amikor meghallotta, hogy Jimi Hendrix meghalt. Satriani éppen futballedzésen volt, amikor meghallotta Hendrix halálhírét. Összeveszett az edzőjével, mert kijelentette, hogy gitározni fog, és azonnal otthagyta az edzést.
Védjegye a meleg, bluesos hangzás, finom frazeológia és zeneiség, némi jól alkalmazott tempózással.
1974-ben a jazzgitáros Billy Bauertől és a nyilvánosságtól visszavonult Lennie Tristanótól kezdett zenét tanulni. A technikára igényes Tristano nagyban befolyásolta Satriani játékát. Satriani ugyanekkor már tanítványokkal foglalkozik; legnevezetesebb tanítványa Steve Vai.
1978-ban Satriani a kaliforniai Berkeley-be költözik, azzal a céllal, hogy ott zenei karriert folytasson. Nem sokkal megérkezése után tanítványai közé tartoznak: Kirk Hammett (Metallica), David Bryson (Counting Crows), Kevin Cadogan (Third Eye Blind), Larry LaLonde (Primus), Alex Skolnick (Testament), Phil Kettner (Laaz Rockit) és Charlie Hunter.
Amikor barátja és korábbi tanítványa, Steve Vai ismertté válik David Lee Roth-szal együtt 1986-ban, Vai rajongva beszél Satrianiról, amikor több zenei lapnak nyilatkozik.
1987-ben megjelenik Satriani második albuma, a Surfing With the Alien. Hosszú idő óta ez volt az első olyan instrumentális album, ami a slágerlistákon előkelő helyezést ér el. Satriani Ausztráliában és Új-Zélandon koncertezik Mick Jaggerrel, a The Rolling Stones énekesével, annak szólóalbumát támogatja.
1989-ben megjelenik a Flying in a Blue Dream. Az album jól fogy. A „One Big Rush” című szám Cameron Crowe Say Anything című filmjének egyik betétdala lesz. A „Big Bad Moon” című kislemez egyike azoknak a ritka számoknak, ahol Satrianit énekelni lehet hallani.
1992-ben Satriani kiadja a The Extremist című albumot, melyet a kritikusok azóta is nagyra értékelnek, és ami kereskedelmileg is sikeres. Az album azóta rockklasszikusnak számít.
1993 végén Satriani Ritchie Blackmore kiválása miatt rövid időre csatlakozik a Deep Purple együtteshez, annak japán turnéja idejére. A turné olyan jól sikerül, hogy Satrianit maradásra kérik, azonban a Sonyval való hosszú távú szerződése ezt nem teszi lehetővé.
1996-ban megalakítja a G3 formációt, ami három rock gitárosból áll – ezek eredetileg: Satriani, Steve Vai, és Eric Johnson. A trió a bemutatkozó felállás után Satriani és Vai mint állandó tagok mellett olyanokból állt, mint Eric Johnson, Yngwie Malmsteen, John Petrucci, Kenny Wayne Shepherd, Robert Fripp, Patrick Rondat és sokan mások.
1998-ban Satriani felveszi és kiadja a Crystal Planet albumot. 2000 decemberében San Franciscóban felvesznek egy élő koncertfelvételt, ami 2001-ben jelenik meg. Ezt zenei DVD-n is kiadják.
2006-ban Satriani felveszi a Super Colossalt, és kiad egy másik élő albumot, a Satriani Live-ot.
2009-ben Sammy Hagarral, Chad Smithszel és Michael Anthonyval létrehozza a Chickenfoot nevű rock bandát, és 2009 június 5-én kiadták a Chickenfoot című albumot.

## Egyéb munkák
Satriani mások lemezein is közreműködött, így például a következő albumokon: Alice Cooper Hey Stoopid (1991), Spinal Tap Break Like the Wind (1992), Blue Öyster Cult Imaginos (1988), valamint Stu Hamm és Gregg Bissonette bandatagok szólóalbumain.
Érdekesség, hogy a Crowded House 1986-os bemutatkozó albumán háttérénekesként dolgozott.
2003-ban mint szólógitáros részt vett a The Yardbirds Birdland lemezének elkészítésében.
2006-ban a Deep Purple énekesének, Ian Gillannek a szólóalbumán hallhatjuk (Gillan's Inn).

## Technika és hatások
Satriani széles körben ismert a technikás hanghatásokat tartalmazó játékáról. Sűrűn alkalmazza az alábbiakat:
- Legato
- Tapping = két kezes érintés
- Sweep-picking = a hangok gyors egymás utáni különálló megszólaltatása
- Volume swells = a hangerő szabályozásával a hang hosszú ideig való kitartása
- Harmonics = felhangsor megszólaltatása
- Whammy bar = hangmagasság gyors változtatása (egyéb nevei: tremolo [tévesen]; vibrato).

A Big Bad Moon számban Satriani a szájharmonikáját használja a húrok lefogásához.
Egyik jellemző kompozíciós vonása, hogy a Bartók Béla műveiben Lendvai Ernő által "tengely-elmélet"-nek nevezett (en:Pitch Axis Theory) hangsorokat szólaltatja meg. Satriani a skálázást és a szólózást is a szokásostól eltérő módon oldja meg. A skálákon húronként megy végig, ezt a technikát lineáris skálának nevezi. A zenében a sebességet a húrok gyors lenyomásával és felengedésével éri el, hasonlóan, mint Randy Rhoads és Allan Holdsworth, ellentétben azzal a technikával, amiben gyorsan pengetik a húrokat, mint például Al Di Meola, Yngwie Malmsteen vagy Michael Angelo Batio.
Az instrumentális elektromos gitárzene rajongói dicsérik a lírikus és érzékeny játékát. Sikerei figyelemreméltóak egy olyan műfajban, ami tipikusan barátságtalan az instrumentális zenészekkel szemben. Satriani eddig 13 Grammy-jelölést kapott, és világszerte 10 millió lemezt adott el. Archiválva 2012. július 23-i dátummal a Wayback Machine-ben Rajongóinak egy része „Satch” becenéven hívja, ami a Satriani név rövidítéséből ered. Számainak egy részében is szerepel ez a név, ilyenek például a Satch Boogie a Surfing With the Alien albumról. További több száz, egyébként cím nélküli szám megnevezése is a Satch Boogie 1, Satch Boogie 143 stb. sémát követi. Más gitárosok néha Saint Joe-ként hivatkoznak rá. („saint” angolul: szent)

## Felszerelés
Satriani előszeretettel használja Ibanez JS gitárjait és Peavey Electronics JSX erősítőit. Ezeket már az ő kívánságai szerint tervezték és hozták létre.
Korábban sokféle típust használt, legtöbbjük Ibanez volt (JS100, JS1000, és JS1200). A gitárok tipikus jellemzője a „DiMarzio PAF Joe” vagy „PAF Pro” hangszedő a nyaknál, és a „DiMarzio Fred” vagy „Mo' Joe” a hídnál.
A JS széria már a nevében hordozza Joe Satriani monogramját, ezeken „Edge Pro” tremoló van, ami az Ibanez kizárólagos rendszere. A tükrözött ezüstszínű gitárt, amit a „Live in San Francisco” koncerten használt, érthető módon „Chrome Boy”-nak nevezik.
Az effektekhez az alábbi pedálokat használja: „Dunlop Cry Baby”, „Digitech Whammy”, „BOSS DS-1”, „Fulltone Ultimate Octave”, és „Electro-Harmonix POG” (Polyphonic Octave Generator).

## Visszatérő témák
Satriani munkáiban gyakran jelen vannak sci-fi-történetek, illetve ilyen jellegű ötletek.
„Surfing With the Alien”, „Back to Shalla-Bal” és a „The Power Cosmic 2000” a Silver Surfer képregényre utalnak, míg az „Ice 9” egy titkos kormányzati jégfegyver, ami Kurt Vonnegut Macskabölcső című írásában szerepel.
A Borg Sex a Star Trekre utal, amiben egy Borg nevű faj van. A konkrét utalásokon kívül a számok címei gyakran tartalmaznak tudományos kifejezéseket, ilyen például a Redshift riders (redshift = vöröseltolódás), vagy a Is There Love in Space? ("van szerelem a világűrben?").

A „Super Colossal” című albumon a Crowd Chant címe eredetileg Party On The Enterprise lett volna, és az Enterprise űrhajó hangjai is benne lettek volna a Star Trek tv-sorozatból, azonban nem sikerült megegyezni a jogtulajdonossal, így ezeket a hangokat ki kellett hagyni, és a szám címe is más lett.

## Lemezei

### Szólóalbumok
- 1986 – Not of This Earth
- 1987 – Surfing with the Alien
- 1989 – Flying in a Blue Dream
- 1992 – The Extremist
- 1993 – Time Machine
- 1995 – Joe Satriani
- 1998 – Crystal Planet
- 2000 – Engines of Creation
- 2002 – Strange Beautiful Music
- 2004 – Is There Love in Space?
- 2006 – Super Colossal
- 2008 – Professor Satchafunkilus and the Musterion of Rock
- 2010 – Black Swans and Wormhole Wizards
- 2013 – Unstoppable Momentum
- 2015 – Shockwave Supernova
- 2018 – What Happens Next

### EP-k
- 1984 – Joe Satriani
- 1988 – Dreaming #11
- 2000 – Additional Creations

### Összeállítások
- 1993 – The Beautiful Guitar
- 2003 – The Electric Joe Satriani: An Anthology
- 2005 – One Big Rush: The Genius of Joe Satriani
- 2008 – Joe Satriani Original Album Classics

### Koncertek
- 1993 – The Satch Tapes
- 2001 –  Live in San Francisco
- 2006 – Satriani Live!
- 2010 – Live in Paris: I Just Wanna Rock
- 2012 – SATCHURATED: Live in Montreal

### Más művészekkel együtt
| év   | művész                                                   | album                         |
| ---- | -------------------------------------------------------- | ----------------------------- |
| 1989 | Stuart Hamm                                              | Radio Free Albemuth           |
| 1997 | Joe Satriani / Steve Vai / Eric Johnson                  | G3: Live in Concert           |
| 2003 | Joe Satriani / Steve Vai / Yngwie Malmsteen              | G3: Rockin' in the Free World |
| 2005 | Joe Satriani / Steve Vai / John Petrucci                 | G3: Live in Tokyo             |
| 2006 | Ian Gillan                                               | Gillan's Inn                  |
| 2009 | Joe Satriani/ Sammy Hagar / Michael Anthony / Chad Smith | Chickenfoot: Chickenfoot      |
| 2011 | Joe Satriani/ Sammy Hagar / Michael Anthony / Chad Smith | Chickenfoot: Chickenfoot III  |

Satriani több számot írt a NASCAR autóverseny számítógépes játéksorozatához, ilyen például a NASCAR 06: Total Team Control.

## Fordítás
- Ez a szócikk részben vagy egészben  a   Joe Satriani című angol Wikipédia-szócikk fordításán alapul.  Az eredeti cikk szerkesztőit annak laptörténete sorolja fel. Ez a jelzés csupán a megfogalmazás eredetét és a szerzői jogokat jelzi, nem szolgál a cikkben szereplő információk forrásmegjelöléseként.